# Cronulla Beach
 (novembre 2019).
Si vous disposez d'ouvrages ou d'articles de référence ou si vous connaissez des sites web de qualité traitant du thème abordé ici, merci de compléter l'article en donnant les références utiles à sa vérifiabilité et en les liant à la section « Notes et références ».
Cronulla Beach est une plage surveillée sur la baie de Bate, à Cronulla (Nouvelle-Galles du Sud) en Australie.
Le Pavillon Cronulla et le Cronulla Lifesaving Club sont deux bâtiments importants situés à proximité de la plage, Cronulla Park se trouve derrière. Les Cronulla Rock Pools se trouvent entre Cronulla Beach et North Cronulla Beach. The Alley est le nom local donné à la zone entre Cronulla Beach et North Cronulla Beach. Shark Island constitue un brisant dangereux, situé au large de Cronulla Beach.

## Galerie de photographies

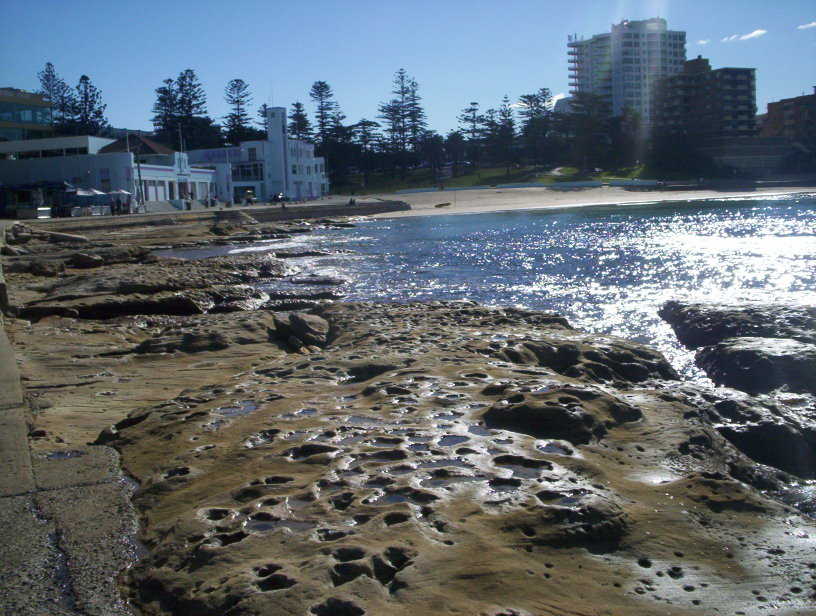
Cronulla Beach.
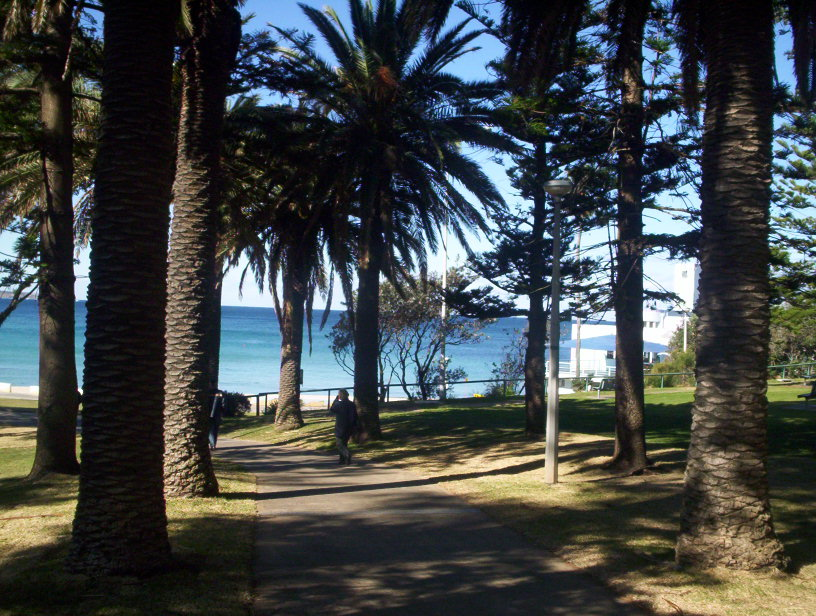
Cronulla Park.
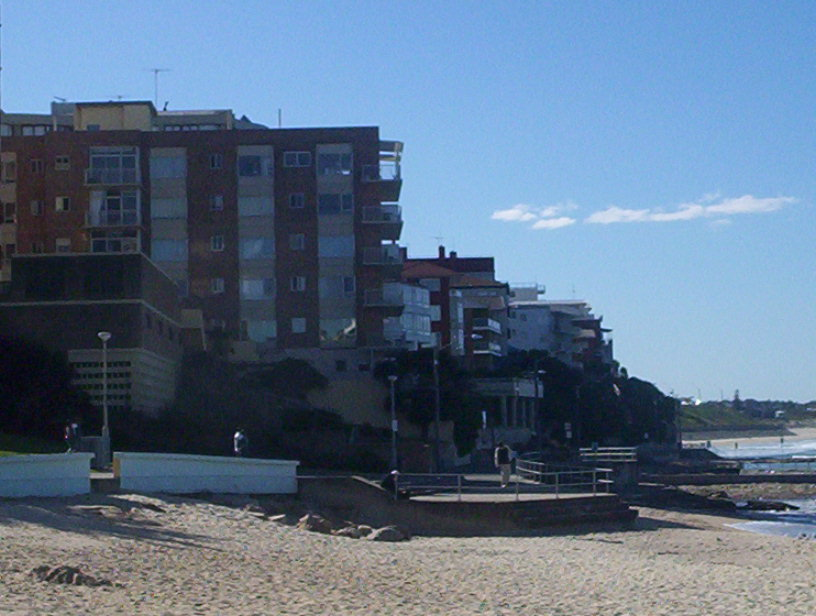
The Alley.
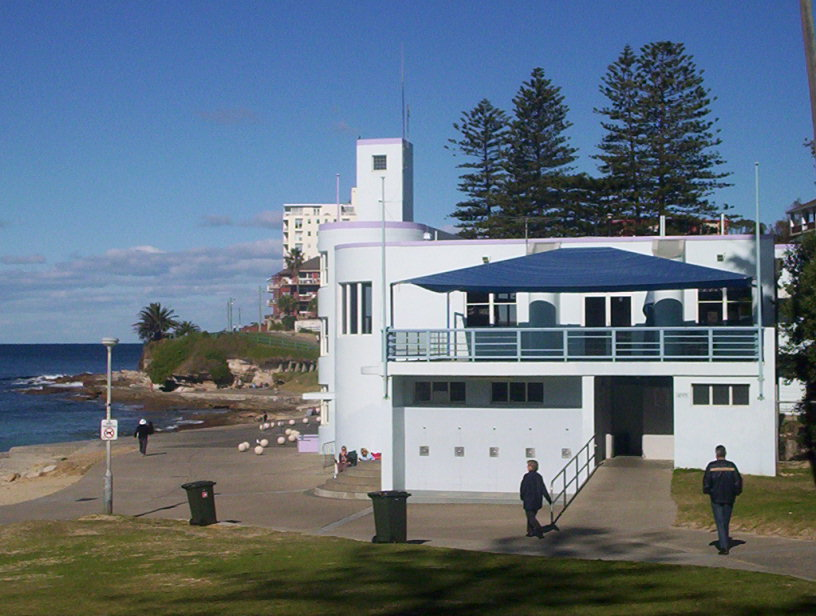
Cronulla lifesaving club.
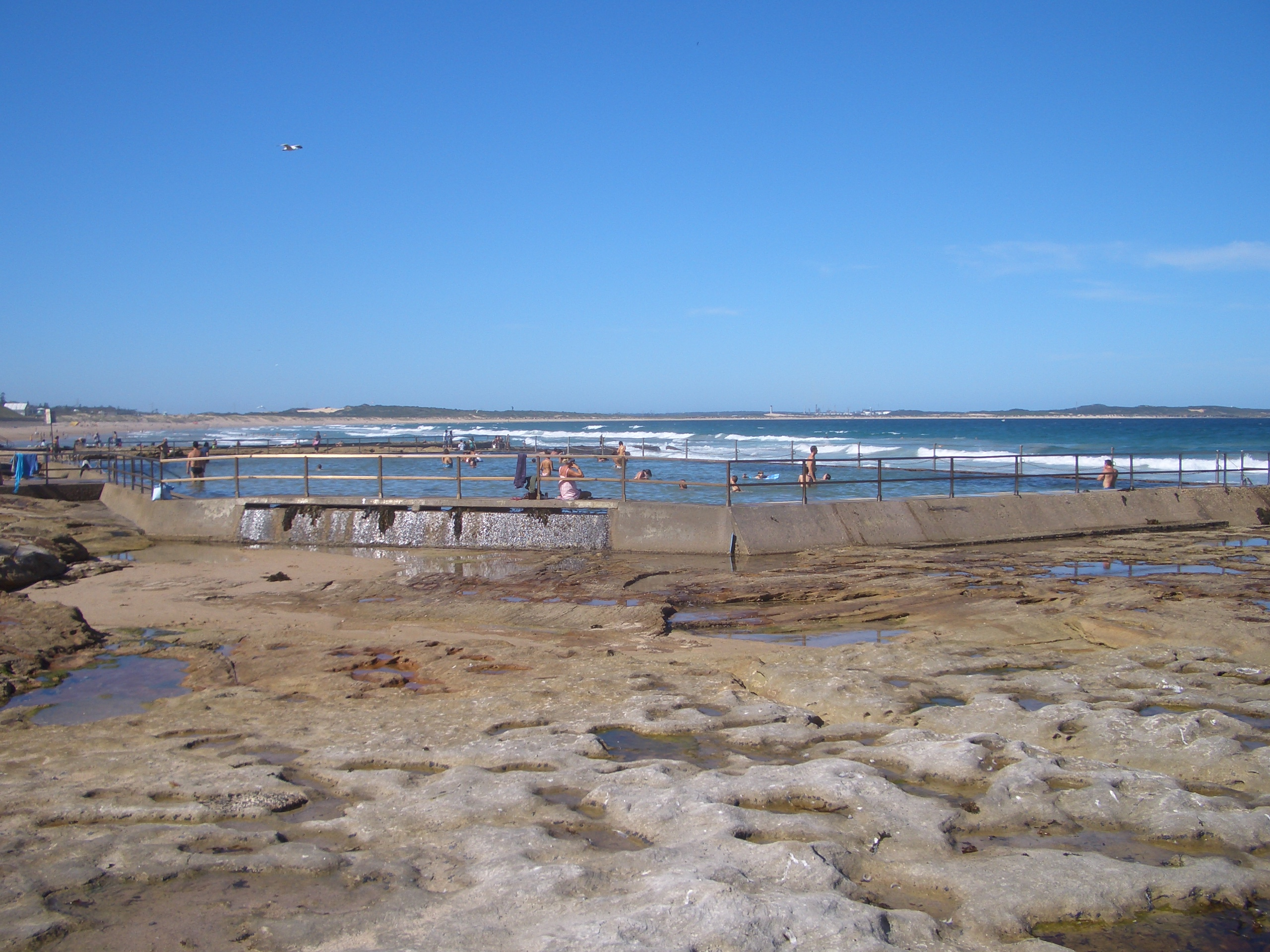
Cronulla Rock Pools.
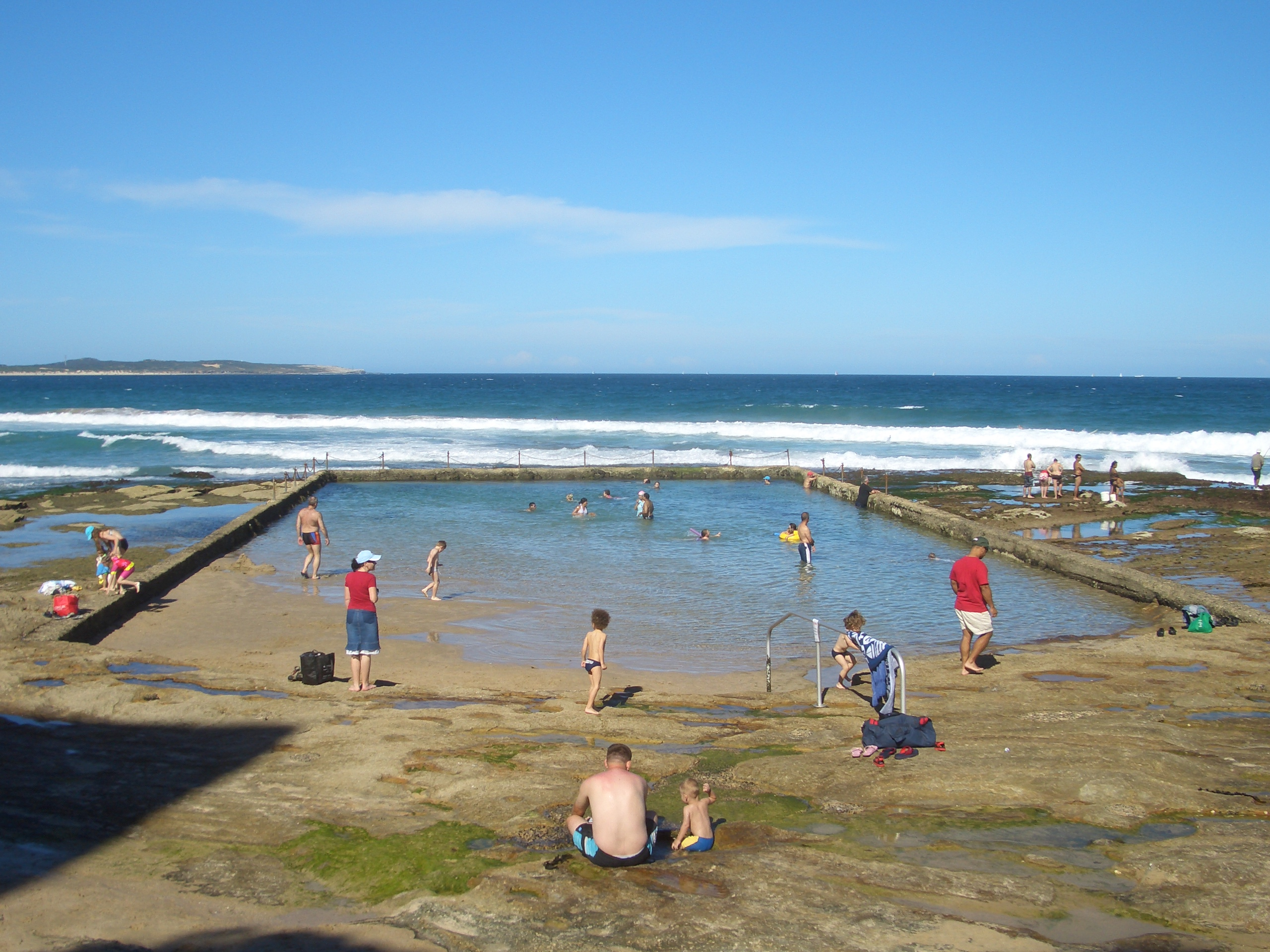
Cronulla Rock Pools.